# Heliophanus nossibeensis
Heliophanus nossibeensis är en spindelart som beskrevs av Embrik Strand 1907. Heliophanus nossibeensis ingår i släktet Heliophanus och familjen hoppspindlar. Inga underarter finns listade i Catalogue of Life.